# Les Dépêches de Brazzaville
Les Dépêches de Brazzaville est un quotidien de République du Congo,  

## Histoire
Créé à la fin des années 1990, le journal se veut un quotidien général d'information sur le Congo. Les Dépêches de Brazzaville ont leur siège à Brazzaville.  

## Description
Les Dépêches de Brazzaville est édité par l'Agence d'information d'Afrique centrale. Il est réputé au service du président Denis Sassou-Nguesso, souvent qualifié d'autocrate. Le quotidien paraît du lundi au vendredi, et tire à environ 10 000 exemplaires, et diffusé dans l'ensemble du pays.
Les Dépêches de Brazzaville dispose d'un bureau en France à Paris et d'un autre en République démocratique du Congo (RDC), à Kinshasa, et se positionne d'une manière plus large sur l'actualité de l'Afrique centrale.  
Le directeur de la publication est le Français Jean-Paul Pigasse. 
Une édition quotidienne, vendue à la criée, est diffusée à Kinshasa, en RDC, depuis début 2009. L'intégralité du quotidien est disponible en ligne au format PDF.

## Liste de quelques collaborateurs
- Roll Mbemba
- Lydie Pongault